# Antoni Kreis
Antoni Kreis (ur. w 1956 w Chorzowie) – polski artysta fotograf. Członek Okręgu Śląskiego Związku Polskich Artystów Fotografików.

## Życiorys
Antoni Kreis pracuje w Katowicach. Z fotografią jest związany od końca lat 70. XX wieku. W 1983 roku zdobył uprawnienia (Ministerstwa Kultury i Sztuki) instruktora kategorii pierwszej do spraw filmu i fotografii. W latach 1978–1988 zajmował się realizacją filmów nieprofesjonalnych. Przez wiele lat pełnił funkcje we władzach (nieistniejącej obecnie) Federacji Amatorskich Stowarzyszeń Fotograficznych w Polsce. W latach 80. XX wieku był fotoreporterem Regionu Śląsko-Dąbrowskiego Niezależnego Samorządnego Związku Zawodowego „Solidarność”.
W 2003 roku został przyjęty w poczet członków Okręgu Śląskiego Związku Polskich Artystów Fotografików (legitymacja nr 868), gdzie pełni funkcje we władzach Okręgu Śląskiego ZPAF. Jest wykładowcą w Szkole Fotograficznej Fotoedukacja w Katowicach-Piotrowicach. W 2008 roku obchodził 30-lecie pracy twórczej, 35-lecie w 2013 roku. Jest częstym gościem warsztatów, spotkań, sympozjów o tematyce fotograficznej. Jest kuratorem i jurorem wielu wystaw fotograficznych.
Antoni Kreis jest autorem i współautorem wielu wystaw fotograficznych; indywidualnych, zbiorowych, poplenerowych, pokonkursowych. Aktywnie uczestniczy w krajowych i międzynarodowych konkursach i salonach fotograficznych, zdobywając wiele medali, nagród, wyróżnień, dyplomów, listów gratulacyjnych. Jest autorem albumów fotograficznych, książek i licznych publikacji o tematyce fotograficznej.

## Wybrane wystawy indywidualne
- „Szkice do pejzażu” (1983)
- „Portret” (1985)
- „Requiem” (1986)
- „Kamienne ogrody” (1992)
- „Bytom – Life” (1992)
- „W bezruch zastygłe, milczące” (1993)
- „Fotogobeliny” (1994)
- „Kwiaty z cienia wyrosłe” (1998)
- „Z drewna ciosane” (2002)
- „On stage – wokół bluesa” (2004)
- „Opowieści” (2004)
- „Rozmowy z motylem” (2004)
- „Fotomakatki” (2005)
- „Śląsk egzotyczny” (2005)
- „Z życia drzew” (2006)
- „Człowiek – Praca – Pasja” (2006)
- „Zielnik” (2006)
- „Wobec aniołów” (2006)
- „Wieże” (2006)
- „Miasto” (2006)
- „Z życia drzew” (2007)
- „Taniec” (2008)
- „Nikiszowiec – studium do portretu dzielnicy” (2008)
- „Antoni Kreis – 30 lecie działalności artystycznej” (2008)
- „Imagine” (2009)
- „Interpretacje” (2012)
- „O ulicznych brukach i błyszczących asfaltach” (2012)
- „Lapidarium leśne – z cyklu opisanie świata” (2012)
- „Fotopodróże – Egipt” (2013)[22]
- „Reinkarnacje” (2013)
- „Opowiem wam o Śląsku” (2014)
- „Święci” (2015)
- „Pejzaż bezpośredni” (2015)
- „Interpretacje” (2016)
- „Miejsca i chwile” (2016);
- „Przeźroczystość” (Galeria Katowice ZPAF 2021)[1]
- „Where are you, Andy?” (Galeria Engram, Katowice 2021)[23]
- „Księga Aniołow” (2023)[24]
- „Opowieści Camery Obscury” (2023)[24]
- „Poranna kawa czyli dużo krzyku o nic!” – wystawa jubileuszowa (2023)[25]

Źródło

## Publikacje
- „Amatorski Film Animowany” (poradnik) WOK Katowice (1986)
- „Diaporama” (poradnik) WOK Katowice (1988)
- „Portret fotograficzny” (poradnik) WOK Katowice (1993)
- „Górnośląski Park Etnograficzny w Chorzowie” (album) GPE (2002)
- „Z drewna ciosane – drewniana architektura sakralna w województwie śląskim” (album) GPE (2004)

Źródło

## Odznaczenia
- Odznaka Honorowa za Zasługi dla Województwa Śląskiego
- Medal „Za zasługi dla Miasta Chorzowa” (dwukrotnie)
- Medal Za Zasługi dla Województwa Wałbrzyskiego
- Brązowy Medal „Zasłużony Kulturze Gloria Artis” (2024)[27]

Źródło